# Родионов, Михаил Петрович

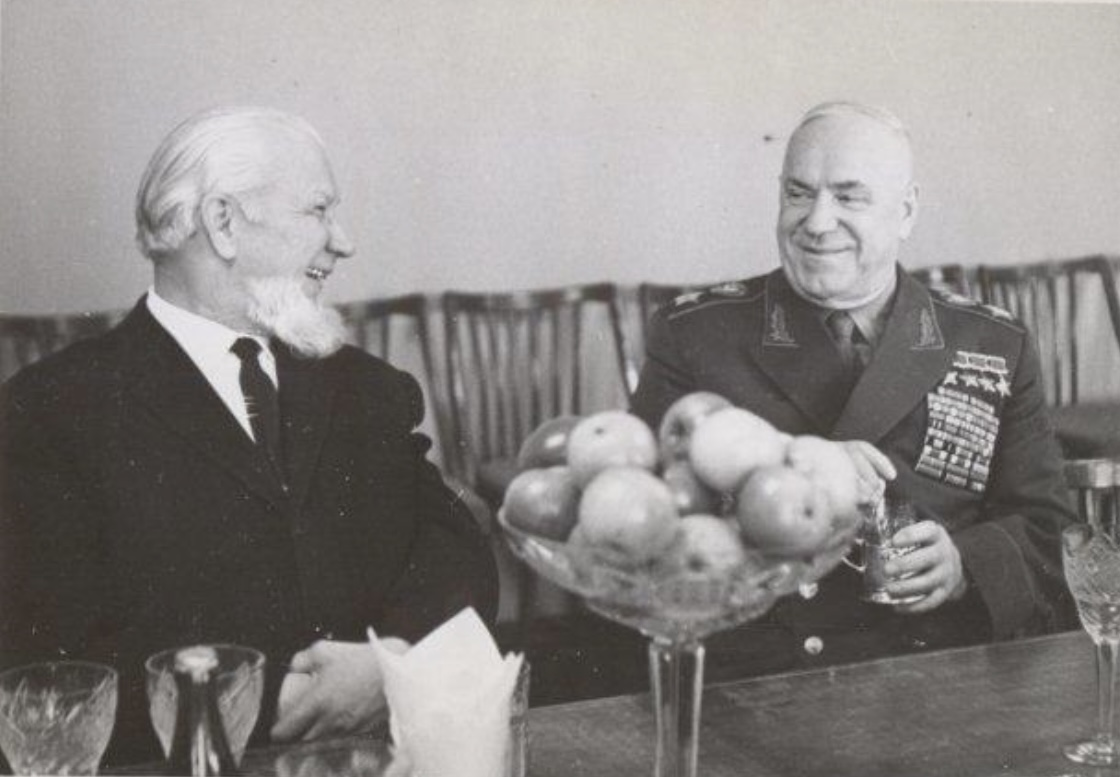
Директор Физико-энергетического института М. П. Родионов и маршал Г. К. Жуков за обедом

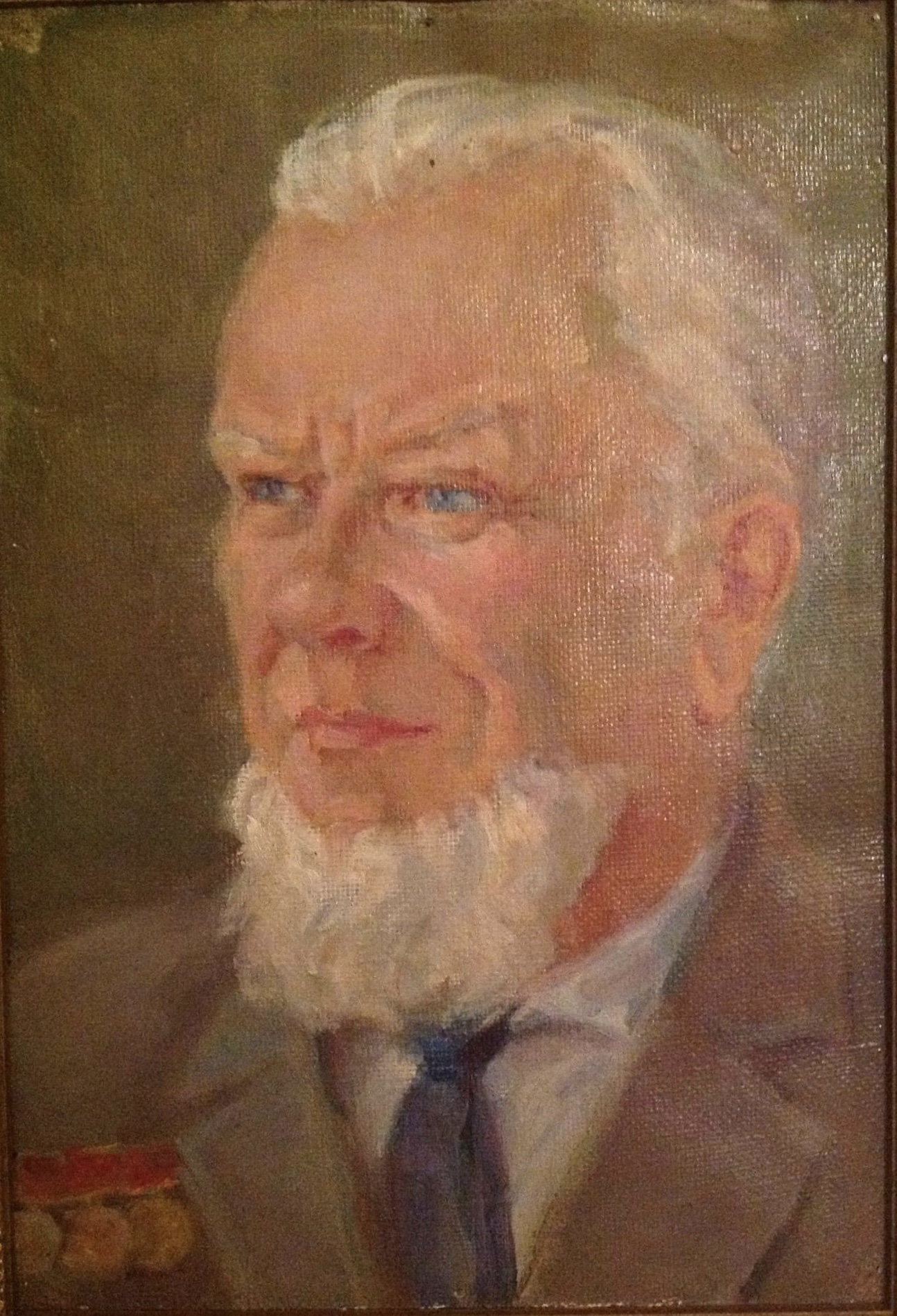
Портрет М.П.Родионова, авторства его сестры Александры Родионовой

Михаи́л Петро́вич Родио́нов (1904, Казань, Российская империя — 5 июля 1976, Обнинск, Калужская область, РСФСР, СССР) — советский учёный и хозяйственный деятель. Директор комбината № 813 (1955—1957), комбината № 816 (1957—1960), Физико-энергетического института (1960—1968). Депутат ХХ, XXII и XXIII Съезда КПСС (1956, 1961, 1966), Лауреат Ленинской премии (1958), лауреат Сталинской премии (1951, 1953).

## Биография
Родился в 1904 году в Казани.
После окончания в 1930 году Уральского политехнического института о специальности «инженер-металлург» работал на заводе «Уралмаш» в Свердловске инженером, начальником цеха, главным энергетиком. В годы Великой Отечественной войны обеспечивал бесперебойную работу завода по выпуску стратегической продукции, в том числе танков Т-34, был награжден орденом Красной звезды.

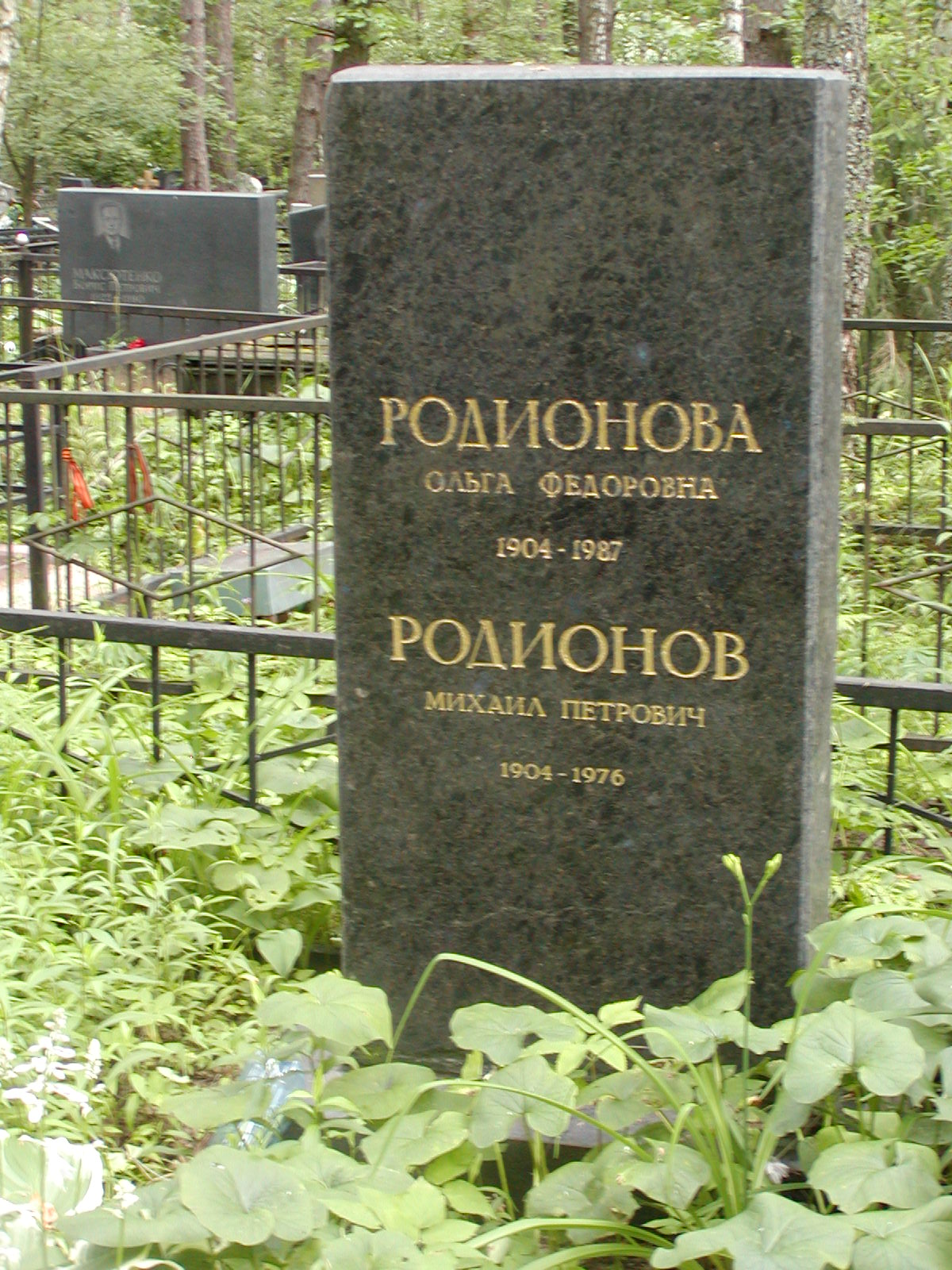
Надгробный памятник М. П. Родионову и его жене О. Ф. Родионовой на Кончаловском кладбище в Обнинске

В 1946 году был переведён в атомную промышленность и направлен в Свердловск-44 на завод № 813, на котором начали создавать первый в СССР диффузионный завод по обогащению урана. Работал на заводе начальником производства, главным инженером и с 1955 года директором. 
На сооружение завода и жилого поселка отводилось 2-3 года. Завод должен был вводиться в эксплуатацию частями, начиная с 1948 года. В 1949 году он должен был включиться в эксплуатацию полностью и стать первым в стране предприятием по обогащению урана изотопом Уран-235 для атомной бомбы.
Первый директор завода А. И. Чурин был назначен на эту должность приказом начальника ПГУ при Совете министров СССР 17 апреля 1946 года. В мае он прибыл на место, выбранное для строительства завода. С этого времени и начала свою работу дирекция. В октябре 1946 года главным инженером завода был назначен М. П. Родионов.
В июне 1948 года было организовано Управление главного корпуса (Управление 27) для проведения пусконаладочных работ и оперативно-технического руководства цехами 21, 23 и 25 завода. Первым начальником Управления № 27 стал М. П. Родионов. Фактически Управление 27 представляло собой завод, который имел гибкое управление основным производством и был укомплектован знающим свое дело персоналом. Позднее, в 1953 году Управление 27 было реорганизовано, и его функции были сокращены.
В октябре 1949 года было принято решение о серьезном укреплении научного персонала на заводе. А. И. Чурин снова стал директором, М. П. Родионов — главным инженером завода.

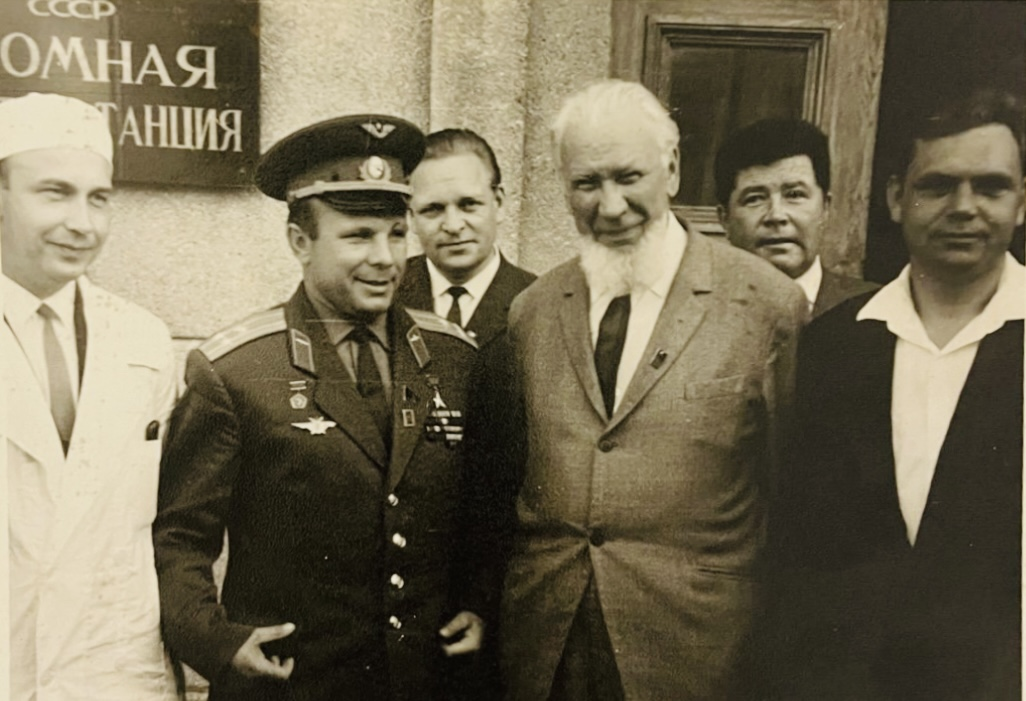
Первый космонавт Земли Юрий Гагарин во время посещения первой в мире атомной электростанции с М. П. Родионовым

В ноябре 1949 года завод наконец заработал — удалось получить небольшое количество продукта.
В 1951 году за работы по заводу Д-1 были присуждены Государственные премии СССР. В числе лауреатов — А. И. Чурин, М. П. Родионов и др.
1950 году правительством было принято решение о строительстве более мощного завода Д-4 с использованием новых диффузионных машин. Для него в 1951 году был построен корпус, организован цех 45 и начался монтаж оборудования. 4 мая 1953 года специалисты Завода № 813 приступили к пуску и вводу в эксплуатацию первого каскада завода Д-4. Полностью каскад был введен в эксплуатацию в декабре 1953 года. За месяц до этого директором Завода № 813 был назначен А. М. Петросьянц. В марте 1955 года его сменил М. П. Родионов. В ранге руководителя предприятия М. П. Родионов значительно усилил структуру управления комбината, обеспечил его бесперебойное электроснабжение, руководил пуском и наладкой промышленного производства фильтров.
В 1957 году был назначен директором комбината № 816 в Томске-7. К этому времени в ноябре 1955 года на СХК был введен в эксплуатацию промышленный ядерный реактор И-1, работавший только для производства военной продукции — наработки  Плутония-239. Во время директорства Родионова была принята в эксплуатацию и начала выдавать энергию первая в СССР промышленная атомная электростанция.
В 1960 году М. П. Родионова переводят в Обнинск на должность директора Физико-энергетического института. Это был период реформирования института и поиска путей его развития, что ознаменовалось выходом 9 сентября 1960 года приказа Министра среднего машиностроения СССР (№ 0330) о переименовании Лаборатории «В» в Физико-энергетический институт (ФЭИ).
За время руководства Михаилом Петровичем Физико-энергетическим институтом было сделано немало. Так, 30 июня 1961 года был введен в строй стенд БФС, предназначенный для моделирования активных зон быстрых реакторов. В 1963 году совместно с ОКБ «Энергоблок» началась разработка проекта Билибинской АТЭЦ. При его непосредственном участии и техническом руководстве создавалась  Белоярская АЭС имени И. В. Курчатова.
Вышел на пенсию в 1968 году, был заядлым рыбаком, автолюбителем, продолжал поддерживать дружеские отношения с Чуриным и Петросьянцем, дружил с художником Генрихом Вальком, который проводил летние месяцы в коттедже семьи Родионовых и создал многие из своих иллюстраций именно в Обнинске. Михаил Петрович умер 5 июля 1976 года, похоронен на Кончаловском кладбище.

### Семья
- Жена —  Родионова (урождённая Киприанова) Ольга Фёдоровна (1904−1987), преподаватель немецкого языка. Одним из ее учеников был разведчик Кузнецов Николай Иванович. Ее мать - Сваровская Муза Львовна
- Дочь —  Михайлова (урождённая Родионова)   Ида Михайловна (1926−1999), основатель и заведующая кафедры иностранных языков в Российском государственном профессионально-педагогическом университете под руководством первого ректора Блюхера Василия Васильевича
- Внук — Михайлов Андрей Олегович  (1949−1997), инженер, предприниматель.
- Правнук — Трубецкой  Михаил Андреевич (р. 1973), медиа-менеджер в российских государственных и бизнес-структурах. Руководитель направления внешних коммуникаций и GR в  Русская Мелиагруппа

## Почётные звания
- Заслуженный деятель науки и техники РСФСР (29.02.1964)

## Награды и премии
- Два ордена Ленина
- Два ордена Трудового Красного Знамени
- Орден Октябрьской Революции
- Орден Красной Звезды
- Орден «Знак Почета»
- Ленинская премия (1958)
- Сталинская премия (1951, 1953)